# Plimerita
La plimerita es un mineral de la clase de los fosfatos, perteneciente al grupo de la rockbridgeita. Fue descrito por primera vez a partir de ejemplares obtenidos en la mina de Broken Hill, Yancowinna, Nueva Gales del Sur (Australia), que consecuentemente es la localidad tipo. El nombre es un homenaje a Ian Rutherford Plimer, profesor de la Universidad de Adelaida (Australia), en reconocimiento por su estudio de yacimientos mineros, y particularmente de Broken Hill.

## Propiedades físicas y químicas
La plimerita es isoestructural con la rockbridgeita y con la frondelita, siendo el análogo con zinc. Se enceuentra habitualmente como microcristales aciculares o aplanados de un tamaño de hasta medio milímetro, agrupados habitualmente en formaciones radiadas. Es de color verde, entre verde oliva pálido y verde oscuro casi negro. Además de los elementos presentes en la fórmula, puede contener pequeñas cantidades de aluminio.

## Yacimientos
La plimerita es un fosfato raro, conocido en solamente una decena de localidades en el mundo. Está asociado a otros fosfatos secundarios, como beraunita y calcosiderita. Además de en la localidad tipo, se ha encontrado como fosfato secundario en varios yacimientos de Portugal, entre ellos en la antigua  mina de wolframio de Folgosinho, en Guarda. En España se ha encontrado en la mina La Paloma, Zarza la Mayor (Cáceres).